# Pardonnez-moi
Pour les articles homonymes, voir Pardonne-moi.
Pour plus de détails, voir Fiche technique et Distribution.
Pardonnez-moi est un film français réalisé par Maïwenn, sorti le 22 novembre 2006. Il lui est décerné plusieurs prix entre 2006 et 2007.

## Historique

### Synopsis
Une future mère, Violette, se confronte caméra au poing à un secret de famille inspiré de sa vie : sa relation incestueuse avec son beau-père Paul (Aurélien Recoing), le père biologique de sa sœur Nadia (Mélanie Thierry), qu’elle finira par désirer et comme père, et comme amant.
Le film évoque aussi la nymphomanie et la mythomanie de sa mère, Lola (Marie-France Pisier), les maltraitances infligées par son père, Dominique (Pascal Greggory), l'identification à sa sœur, Billy (Hélène de Fougerolles), et la perversion narcissique de son conjoint, Alex (Yannick Soulier)

### Influence

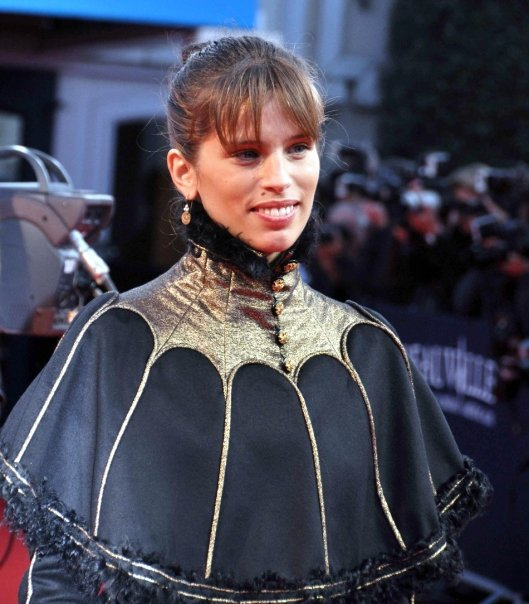
La réalisatrice Maïwenn (2009)

Le titre devait être Résilience, en référence au concept du même nom de Boris Cyrulnik, qui évoque l'inversion des responsabilités de la réalisatrice, et la question du détournement cognitif, conséquence d'un « pardon tant attendu, s’il advient, n’est pas celui attendu ». Maïwenn dit préférer au terme littéraire d'« autobiographie » celui de la médecine légale de « scanner ». Elle parle d'une histoire fantasmée correspondant à ce qu'elle aurait aimé qu'il lui arrive et n'a pas eu le courage de faire dans la vie.
Camille Kouchner dit avoir eu un déclic, après le témoignage de la réalisatrice. Sa tante, Marie-France Pisier, qui interprète la mère de l'héroïne, qualifie le tournage de « folie absolue », d'agressivité « distillant une impression de danger terrible », Maïwenn n'arrivant pas à la mettre « à la place exacte de son fantasme » mais déclare ne pas avoir redouté « les baffes », car comme en amour, « le désir n'a jamais rien d'humiliant ».

## Fiche technique
- Titre : Pardonnez-moi
- Réalisation : Maïwenn
- Scénario : Maïwenn
- Assistants réalisateurs : Georges Ruquet, Romain Sandère
- Image : Claire Mathon
- Son : Pierre-Yves Lavoué, Sandy Notarianni, Rym Debbahr-Mounir et Emmanuel Croset
- Montage : Laure Gardette
- Musique : Mirwaïs Ahmadzaï
- Production : François Kraus, Denis Pineau-Valencienne et Maïwenn
- Langue : français
- Format : couleur - Stéréo
- Durée : 86 minutes
- Date de sortie : 
  - France : 22 novembre 2006

## Distribution
- Maïwenn : Violette
- Pascal Greggory : Dominique
- Hélène de Fougerolles : Billy
- Aurélien Recoing : Paul
- Mélanie Thierry : Nadia, la sœur cadette
- Marie-France Pisier : Lola, la mère
- Marie-Sophie L. : La psy
- Yannick Soulier : Alex, le compagnon de Violette

## Production
Le film est un documentaire autobiographique, auto-produit.

## Réception
Le magazine ELLE, qualifie le film de « psychodrame névrotique et fictif », Le Parisien, parle d'« appropriation », Les Inrockuptibles d'« autocomplaisance », de « narcissisme » pur et dur, d'« égotisme », mi-matoise, mi-charmeuse, qui souhaite faire « un documentaire, surtout pas une fiction », anticipant le « procès qu’on ne manquera pas de lui faire », Libération, de « voyeurisme », Le Monde, de « trouble délice de l'autofiction », technique avec laquelle « Ingmar Bergman, qui n'a jamais filmé que sa vie intime, échappe à l'infamie pathétique » et dont l'essor est « concomitant de celui de la télé-réalité », Première, de « film-happening » ne s'encombrant d'aucun vernis, tenant de l'investigation, du crachat, du travail de deuil et du poing brandi, Rolling Stone, de « thérapie familiale » sidérante de violence psychologique et Télérama, de film fragile, excessif et brouillon, brutalement sincère.

## Analyse
Dans son livre Gendered Frames, Embodied Cameras: Varda, Akerman, Cabrera, Calle, and Maïwenn (2016), Cybelle H. McFadden, de la University of North Carolina, explique que le faux comble le manque de réel par la représentation, créant un simulacre, une copie sans l'original, à la manière de Jean Baudrillard et Sophie Calle, anticipant les critiques, et permettant à la réalisatrice d'anticiper la fausse interview de Paul, ancien amant de sa mère et père de sa demi-sœur, qui se sert de l'occasion pour reprendre contact avec leur famille.
Pour Alistair Fox, Michel Marie, Raphaëlle Moine, dans A Companion to Contemporary French Cinema, le film Polisse est simplement, une version plus décalée, plus élaborée de son premier film, ayant explicitement admis la fonction réparatrice du film.
Pour Chloé Laborde, de la Haute école de travail social de Genève, dans Les Moutons blancs: une souffrance invisible, Maïwenn dérange à l'instar de Christian dans Festen, la famille se soude contre elle.

## Distinctions

### Nominations
Pardonnez-moi a reçu 2 nominations à la cérémonie des César du cinéma 2007 (récompensant les films sortis en 2006) :
- César du meilleur premier film pour Maïwenn
- César du meilleur espoir féminin pour Maïwenn

### Récompenses
- Prix Robert Enrico du Festival du film d'aventures de Valenciennes 2007
- Prix du meilleur film au Festival des jeunes talents de l'année 2007
- Prix Découverte du Festival de Sarlat 2006
- Prix du meilleur premier film, Prix du jury jeune et Prix de la meilleure interprétation féminine pour Marie-France Pisier au Festival international des jeunes réalisateurs de Saint-Jean-de-Luz 2006

## Bande son
| Titre                          | Artiste                                                        |
| ------------------------------ | -------------------------------------------------------------- |
| I Can't Wait                   | Mirwais Ahmadzaï                                               |
| Never Young Again              | Mirwais Ahmadzaï                                               |
| Trois petites notes de musique | Yves Montand                                                   |
| Miserere Mei, Deus             | Gregorio Allegri                                               |
| Opus 48. n°1 in Ut Mineur      | Composition : Frédéric Chopin - Interprétation : Dora Cantella |
| Opus 55. n°1 in Fa Mineur      | Composition : Frédéric Chopin - Interprétation : Dora Cantella |
| La Boum 2                      | Vladimir Cosma                                                 |